# Syllepte stumpffalis
Syllepte stumpffalis là một loài bướm đêm trong họ Crambidae.